# ゴーレム (1915年の映画)
『ゴーレム』（独: Der Golem）は、1915年に公開されたドイツのサイレント・ホラー映画。現存しているのは一部のみ。監督・主演のパウル・ヴェゲナーはグスタフ・マイリンクの同名小説が原作だと主張しているが、ユダヤ教に伝わるゴーレム伝説のうち、最も知られている16世紀のイェフダ・レーヴ・ベン・ベザレルの逸話（反ユダヤ主義から人々を守るためゴーレムを作ったと言われる）から想を得たものと思われる。
ヴェゲナーの「ゴーレム」三部作の最初の映画で、『Der Golem und die Tänzerin（ゴーレムと踊り子）』（1917年）、『巨人ゴーレム』（1920年）がこれに続く。

## あらすじ
1910年代、プラハの旧ユダヤ人居住地の工事現場から粘土で出来た巨大な像が発掘され、ユダヤ人の古物商の元に持ち込まれる。
古物商はそれが伝説のゴーレム像だと気づき、古書を頼りに復活させる。古物商はゴーレムに重労働をさせる。
古物商には美しい娘ジェシカがいる。ゴーレムはジェシカに恋し、暴れまわるが、最後は屋上から墜落して元の土塊に戻る。

## キャスト
- ゴーレム; パウル・ヴェゲナー（英語版）
- 科学者; ルドルフ・ブルムナ
- 廃品回収業者; カール・エバート
- 古物商; ヘンリック・ガレーン（英語版）
- ジェシカ; リディア・サルモノワ

## 制作
共同監督・共同脚本のヘンリック・ガレーンは映画の中でも重要な役で主演しているが、ガレーンが役者をするのは珍しいことだった。ガレーンはこの後、『吸血鬼ノスフェラトゥ』（1922年）や『裏町の怪老窟』（1924年）といったサイレント・ホラー映画の古典の脚本を書いている。
ヒロイン役のリディア・サルモノワは後にヴェゲナーと結婚した。